# William George Searle
Pour les articles homonymes, voir Searle.
William George Searle (1829–1913) est un historien britannique, fellow du Queens' College à Cambridge. 

## Biographie
Selon le site Geni.com (en), William George Searle serait le père du physicien George Frederick Charles Searle.

## Publications sélectives
- Ingulf and the Historia croylandensis, Cambridge, 1894.
- Onomasticon Anglo-Saxonicum, a list of Anglo-Saxon proper names from the time of Beda to that of king John, Cambridge, 1897.
- Anglo-Saxon bishops, kings and nobles, the succession of the bishops and the pedigrees of the kings and nobles, Cambridge, 1899.